# The Winged Scourge
The Winged Scourge è un film del 1943. È un cortometraggio animato di propaganda per la seconda guerra mondiale, prodotto dalla Walt Disney Productions, uscito negli Stati Uniti l'5 novembre 1943 e distribuito dalla United Artists. Questo fu il primo di una serie di corti educativi riguardanti la salute, nonché l'unico ad avare come protagonisti dei personaggi Disney

## Trama
In questo cortometraggio propagandistico, agli spettatori viene insegnato come la zanzara sia il vettore di diffusione della malaria. Una giovane zanzara vola in una casa e consuma il sangue di un essere umano infetto. Poi consuma il sangue di un essere umano sano, trasmettendogli la malattia. Si scopre che questo è in realtà un documentario che stanno guardando i sette nani . Si offrono volontari per sbarazzarsi delle zanzare distruggendo i loro terreni di riproduzione, alcune delle soluzioni consigliate solo il drenaggio di zone umide o versare del petrolio nei corsi d'acqua.